# Ђурђулешти
Ђурђулешти (рум. Giurgiulești) је село и седиште истоимене општине у Кахулском рејону у Молдавији.
Ђурђулешти је најјужније насеље Молдавије које се налази на реци Прут, у непосредој близини њеног ушћа у Дунав. Налази се на граници са Украјином и Румунијом. Овде се налази лука Ђурђулешти, једина молдавска лука на Дунаву.

## Становништво
Према попису из 2014. године у селу је живело 2.866 становника и већину су чинили Молдавци.
| Етнички састав према попису из 2014.‍ | Етнички састав према попису из 2014.‍ | Етнички састав према попису из 2014.‍ | Етнички састав према попису из 2014.‍ | Етнички састав према попису из 2014.‍ |
| ------------------------------------ | ------------------------------------ | ------------------------------------ | ------------------------------------ | ------------------------------------ |
|                                      |                                      |                                      |                                      |                                      |
| Молдавци                             | Молдавци                             |                                      | 2.434                                | 84,93%                               |
| Румуни                               | Румуни                               |                                      | 382                                  | 13,33%                               |
| Украјинци                            | Украјинци                            |                                      | 15                                   | 0,52%                                |
| Руси                                 | Руси                                 |                                      | 7                                    | 0,24%                                |
| Гагаузи                              | Гагаузи                              |                                      | 7                                    | 0,24%                                |
| Остали                               | Остали                               |                                      | 21                                   | 0,73%                                |